# Mespaul
Mespaul is een gemeente in het Franse departement Finistère (regio Bretagne). De plaats maakt deel uit van het arrondissement Morlaix. Mespaul telde op 1 januari 2022 935 inwoners.

## Geografie
De oppervlakte van Mespaul bedroeg op 1 januari 2022 11,48 vierkante kilometer; de bevolkingsdichtheid was toen 81,4 inwoners per km².

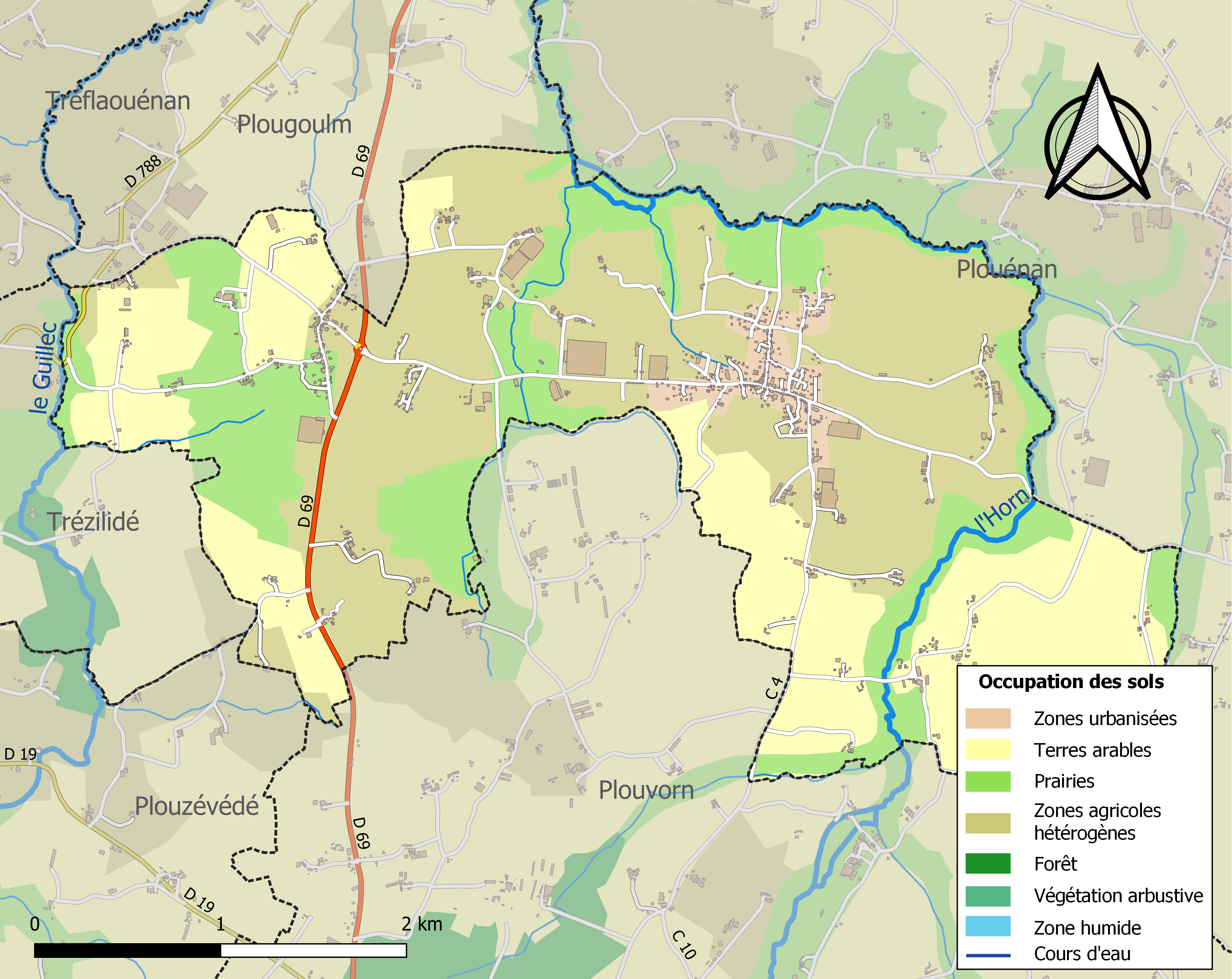
Kaart van de gemeente met belangrijkste infrastructuur, bodemgebruik en omliggende gemeenten

## Demografie
Onderstaande figuur toont het verloop van het inwonertal (bron: INSEE-tellingen).